# Klobiodon

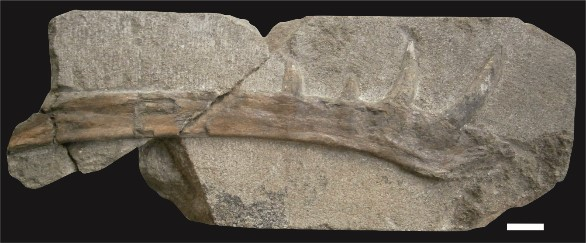
NHMUK PV OR 47991, het holotype van Klobiodon

Klobiodon is een geslacht van uitgestorven basale pterosauriërs dat tijdens het Midden-Jura leefde in het gebied van het huidige Engeland. De enige benoemde soort is Klobiodon rochei.

## Vondst en naamgeving
In 1878 noteerde George Robert Waterhouse de aanwezigheid in de collectie van het British Museum (Natural History) van een fossiel van een pterosauriër, specimen BMNH R 47991. Het was aangegeven als een geschenk van de in 1878 hoogbejaarde Robert Bullock Marsham, de Warden van Merton College in Oxford. Het fossiel was afkomstig uit de Stonesfield Slate, lagen leisteen ten noordoosten van Oxford. Steenwerkers die de leisteen dolven, verkochten vondsten aan verzamelaars. Het precieze jaar van de ontdekking is onbekend en kan vrij ver in het verleden hebben gelegen daar de Marshams een oude familie van natuurvorsers waren. Waterhouse determineerde het stuk als een exemplaar van Pterodactylus raptor. Die soort is in feite nooit benoemd maar komt overeen met de aanduiding bij een illustratie ervan in een nooit gepubliceerd manuscript door professor Richard Owen. De naam is dus een ongeldige nomen nudum. Wellicht had Marsham het stuk ooit aan Owen uitgeleend, die erom bekend stond dat hij zulke exemplaren zelden weer spontaan teruggaf. In 1888 werd het fossiel door Richard Lydekker toegewezen aan Rhamphocephalus depressirostris. Lydekker baseerde er een belangrijk deel van de beschrijving van die soort op. Dat leidde tot het misverstand dat het fossiel er het typespecimen van was, zoals Michael Benton ten onrechte in 1995 aangaf.
In 2018 kwamen Michael O'Sullivan en David Michael Martill tot de conclusie dat Rhamphocephalus een nomen dubium was. Van het talrijke maar fragmentarische materiaal dat ooit aan dat geslacht was toegewezen, zo'n tweehonderd stukken, waren er enkele fossielen die diagnostisch waren, dus aantoonbaar een aparte soort vertegenwoordigden, daaronder het bovengenoemde fossiel.
In 2018 werd de typesoort Klobiodon rochei door Sullivan en Martill benoemd en beschreven. De geslachtsnaam is een combinatie van het Oudgrieks κλωβίον, kloobion, 'kooitje', en ὀδών, odoon, 'tand', een verwijzing naar het grijporgaan dat de lange tanden in de in de voorste onderkaak vormen. De soortaanduiding eert striptekenaar Nick Roche die op een voor O'Sullivan aansprekende wijze veel 'dinobots' in de serie Transformers op anatomisch correcte wijze heeft afgebeeld. Martill staat daarnaast bekend als een groot liefhebber van strips en cartoons en heeft daar al eerder taxa naar vernoemd.
Het holotype, NHMUK PV OR 47991, is gevonden in een laag van de Taynton Limestone Formation die dateert uit het Bathonien. Het bestaat uit een symfyse ofwel vergroeiing van de voorste onderkaken, met tanden. De symfyse, vooraan afgebroken, is nog ingebed in het gesteente en van de rechterzijde zichtbaar. Een tweede symfyse, specimen OUM J.28410, is aan de soort toegewezen maar onder voorbehoud omdat daarvan de onderscheidende tanden ontbreken.

## Beschrijving

### Grootte en onderscheidende kenmerken
Klobiodon is voor de Jura een nogal forse pterosauriër. De volwassen vleugelspanwijdte werd geschat op twee meter.
De beschrijvers stelden enkele onderscheidende kenmerken vast. Die waren bedoeld als autapomorfieën, unieke afgeleide eigenschappen, hoewel ze niet expliciet zo aangegeven werden. De onderkaak toont een unieke combinatie van slagtandvormige voorste vangtanden en korte maar robuuste achterliggende tanden. De achterliggende tanden hebben een hoogte die minstens 1,3 maal de breedte van de tandkas bedraagt. De achterste vangtand is tussen de 1,4 en 2,4 maal zo hoog als de eerste achterliggende tand. De lengte van de langste vangtanden bedraagt minstens anderhalfmaal de hoogte van het dentarium op zijn hoogste punt.
De onderkaak van Klobiodon lijkt in algemene bouw sterk op die van Dorygnathus. Beide zijn naar beneden gekromd met lange naar voren hellende tanden vooraan en plots kortere tanden erachter. De beschrijvers probeerden daarom duidelijk de verschillen tussen beide taxa aan te geven. Bij Dorygnathus zijn de achterliggende tanden een stuk kleiner en ze liggen dichter op elkaar. Soms is de breedte maar een zesde van de lengte. Als gevolg is het grootteverschil tussen de voorste en achterste tanden aanzienlijker: de achterste vangtand is bij Dorygnathus 2,6 tot 2,7 maal zo lang als de voorste achterliggende tand. Bij Dorygnathus zijn de vangtanden ook slanker en hellen meer naar voren. Omdat de onderkaak dunner is, steken de vangtanden van Dorygnathus relatief veel meer uit.

### Onderkaak
Het fossiel heeft een bewaarde lengte van veertien centimeter. De oorspronkelijke lengte van de onderkaak werd geschat op achttien centimeter. Achter de symfyse is de tak van de rechteronderkaak aanwezig. De linkeronderkaak is wellicht verloren gegaan. De tak heeft een constante hoogte van dertien millimeter. Vooraan buigt de symfyse geleidelijk naar beneden. Deze heeft een hoogte van zeventien millimeter. De buiging beslaat een boog van 165°.
In de rechteronderkaak zijn vier tanden aanwezig. Die staan vrij vooraan; achteraan zet het dentarium zich nog een flink stuk voort zonder aanwijzingen dat zich daar nog tanden zouden bevinden. De beschrijvers nemen aan dat in het afgebroken gedeelte van de voorkant nog een tandpositie aanwezig was. Volgens Lydekker was nog een restant van de tandkas daarvan te zien als een holte in de breuklijn. De tanden zijn dan de tweede tot en met vijfde. De tweede en derde tand zijn langgerekt, van het type dat in het Engels laniaries wordt genoemd. Ze hellen naar voren maar zijn bovenaan naar achteren gekromd. De tweede tand heeft een lengte van zesentwintig millimeter en helt onder een hoek van 120° met de kaaklijn naar voren. De diameter is aan de basis 8,6 millimeter. De tand is over de volle lengte naar achteren gebogen. De derde tand is korter met een lengte van negentien millimeter terwijl de diameter acht millimeter bedraagt. Uit die verhouding blijkt al dat de tand minder slank is dan de tweede. Hij is ook rechter. Een verschil met de tweede tand is dat de voorrand breder is en een scherpere buiging vertoont: dus terwijl de achterrand rechter is dan bij de tweede tand, zit er in de voorrand meer een knik. De helling is minder met 110°. De vierde tand is een stuk korter met 7,9 millimeter. Hij is zelfs korter dan de vijfde tand. Dat is wat verdacht: het zou een net uitgekomen vervangingstanden kunnen zijn. Uit vergelijkbare specimina blijkt echter dat de oude tand pas uitgeworpen wordt als de nieuwe tand minstens 60% van de lengte heeft bereikt. Dat zou betekenen dat de derde tand minstens 40% langer is dan de vierde, de verhouding van 1,4 waar de diagnose naar verwijst. De diameter is aan de basis 6.5 millimeter. Die verhouding maakt het profiel meer gedrongen en meer een driehoek. Ook hier is de voorrand breder en iets naar achteren gebogen, terwijl de achterrand recht is. De vijfde tand heeft een lengte van 10,8 millimeter en een diameter van 7,2 millimeter. Ondanks het grootteverschil hebben de vierde en vijfde tand ongeveer dezelfde vorm.
OUM J.28410 is een kleiner exemplaar dat drie tandkassen bewaart. Als het inderdaad van Klobiodon is, bevestigt het de hypothese dat er drie lange tanden zijn. Hier steekt de symfyse een stuk voor de eerste tand uit, met een naar boven gebogen uiterste punt.

## Fylogenie
Klobiodon werd in 2018 in de Rhamphorhynchidae geplaatst, zij het zonder exacte kladistische analyse. De beschrijvers zagen de meeste overeenkomsten met de Rhamphorhynchinae maar plaatsten Klobiodon na peer review daar niet formeel in omdat het ook een soort van de Scaphognathinae zou kunnen zijn.

## Levenswijze
De tanden lijken gevormd als een orgaan om een glibberige prooi te grijpen. Soorten als Kliobiodon worden meestal gezien als viseters.